# Lista de governadores de antigos estados da Nigéria
Este artigo fornece uma lista de todos os governadores e administradores de estados na Nigéria.

## Oió
Esta é uma lista de antigos governadores da Região Oeste, Nigéria, Oeste da Nigéria (estado) e Oió :
| Nome                    | Tomou posse      | Entregou o cargo | Título oficial                 |
| John Rankin             | 1954             | 1959             | Governador                     |
| Obafemi Awolowo         | 1956             | 1959             | Primeiro-ministro              |
| Adesoji Aderemi         | 1960             | 1967             | Governador                     |
| Samuel Ladoke Akintola  | 1960             | 1966             | Primeiro-ministro              |
| A.M.A. Majekodunmi      | 1967             | 1967             | Administrador                  |
| Odeleye Fadahunsi       | 1963             | 1966             | Governador                     |
| Adekunle Fajuyi         | 1966             | 1966             | Governador Militar             |
| A. Adebayo              | 1966             | 1971             | Governador Militar             |
| Oluwole Rotimi          | 1971             | 1975             | Governador Militar             |
| A. Aduwo                | 1975             | 1975             | Governador Militar             |
| David Jemibewon         | 1975             | 1978             | Governador Militar             |
| Paul Tarfa              | 1978             | 1979             | Governador Militar             |
| Bola Ige                | 1979             | 1983             | Governador Executivo           |
| Victor Omololu Olunloyo | 1983             | 1983             | Governador Executivo           |
| Dayo Popoola            | 1984             | 1985             | Governador Militar             |
| A. I. Olurin            | 1985             | 1988             | Governador Militar             |
| S. A. Oresanya          | 1988             | 1990             | Governador Militar             |
| A. K. Adisa             | 1990             | 1992             | Governador Militar             |
| Kolapo Ishola           | 1992             | 1993             | Governador Militar             |
| A. Sode                 | 1993             | 1994             | Governador Militar             |
| C. I. Nwosu             | 1994             | 1996             | Governador Militar             |
| A. Usman                | 1996             | 1998             | Governador Militar             |
| A.E. Oyakhire           | 1998             | 1999             | Governador Militar             |
| Lam Adesina             | 1999             | 2003             | Governador Executivo           |
| Christopher Alao-Akala  | 2006             | 7 dez, 2006      | Governador Executivo (de-fato) |
| Rasheed Ladoja          | 2003             | 29 de maio, 2007 | Governador Executivo           |
| Christopher Alao-Akala  | 29 de maio, 2007 | (presente)       | Governador Executivo           |